# 奥歯

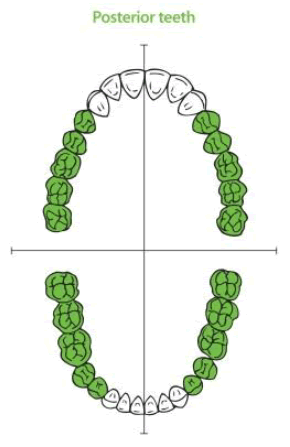
奥歯の図（緑色の部分）

奥歯（おくば、back teeth）とは、歯科の専門用語である、臼歯（ posterior teeth）の一般名称である。すなわち、小臼歯と大臼歯の総称である。切歯と犬歯の、一般用語の総称は前歯と呼ぶ。 前歯と奥歯を区別する最も簡単な方法は、奥歯は口の奥に位置するということである。前歯は食べ物を噛み砕きやすい塊にすることに特化しているのに対し、奥歯は食べ物を粉砕し、飲み込みやすい粒にすることに特化しているといえる。
奥歯は表面がなめらかな前歯と比較して、亀裂や溝が多く、咀嚼に適した形状であるが、虫歯になりやすい。